# Egyptian General Aero Organization
Die EGAO, die Egyptian General Aero Organization mit Sitz im ägyptischen Helwan stellte Flugzeuge und Strahltriebwerke für den militärischen Gebrauch her. Sie wurde am 25. Juli 1962 vom damaligen Präsidenten Gamal Abdel Nasser eröffnet.
Hergestellt wurden:
- der spanische Hispano HA-200 Saeta Jet Trainer als Lizenzbau (ägyptischer Name 'Al Kahira')
- als Eigenentwicklung das Mach-2 fähige Jagdflugzeug HA-300 unter der Leitung von Willy Messerschmitt
- das Strahltriebwerk E-300